# Salerano sul Lambro
Salerano sul Lambro is een gemeente in de Italiaanse provincie Lodi (regio Lombardije) en telt 2316 inwoners (31-12-2004). De oppervlakte bedraagt 4,3 km², de bevolkingsdichtheid is 553 inwoners per km².

## Demografie
Salerano sul Lambro telt ongeveer 864 huishoudens. Het aantal inwoners steeg in de periode 1991-2001 met 29,8% volgens cijfers uit de tienjaarlijkse volkstellingen van ISTAT.
| Jaar | Inwoneraantal |
| ---- | ------------- |
| 1991 | 1706          |
| 2001 | 2214          |

## Geografie
Salerano sul Lambro grenst aan de volgende gemeenten: San Zenone al Lambro (MI), Lodi Vecchio, Casaletto Lodigiano, Borgo San Giovanni, Caselle Lurani, Castiraga Vidardo.